# Taccola
Mariano di Jacopo, řečený il Taccola – kavka (1382 Siena – asi 1453), byl italský polyhistor, správce, výtvarník a inženýr rané renesance. Taccola je známý pro svá technologická pojednání De ingeneis a De machinis, v nichž se objevují s poznámkami výkresy široké řady inovativních strojů a zařízení. Taccolovy práce byly studovány a kopírovány pozdějšími inženýry a umělci renesance, například Francescem di Giorgio, a možná i Leonardem da Vinci.

## Život a kariéra
Mariano Taccola se narodil v Sieně v roce 1382. O jeho mládí a studiích není prakticky nic známo. Jako dospělý působil v Sieně v různých zaměstnání jako notář, univerzitní tajemník, sochař, dozorce silnic a jako hydraulický inženýr. Ve čtyřicátých letech 15. století Taccola odešel ze svých funkcí a dostal od státu důchod. V roce 1453 se připojil k Bratrstvu svatého Jakuba (Ordine di San Giacomo) a pravděpodobně krátce po tomto datu zemřel.

## Práce a styl
Taccola zanechal dvě monografie. První z nich je De ingeneis (O strojích), na které začal pracovat roku 1419 a dokončil ji v roce 1433. Práci však průběžně doplňoval dalšími obrázky a poznámkami, což vedlo v roce 1449 k vydání doplněného a přepracovaného díla pod názvem De machinis.
Taccola kreslil černým inkoustem na papír a kresby doprovázel ručně psanými poznámkami Popisuje velké množství "důmyslných zařízení" v hydrotechnice, stavebnictví a také řadu válečných strojů. Taccolovy kresby ukazují, že byl mužem na předělu dvou epoch. Zatímco jeho předmět předjímá práce pozdějších renesančních umělců-inženýrů, jeho způsob vyjádření ještě hodně připomíná středověké ilustrace. Například perspektiva se v jeho kersbách objevuje jen někde. Taccola - zdá se - byl účastníkem probíhající revoluce v perspektivním malířství. Zajímavé na tom je, že o Taccolovi je známo, že se setkal se samotným otcem lineární perspectivity. s Filippo Brunelleschim. Přes tyto grafické nesrovnalosti je Taccolův styl popisován jako energický, autentický a soustředěný na to, aby zachytit podstatné.

## Vliv a znovuobjevení
Taccola byl označován jako "Sienský Archimedes", jeho práce stojí na začátku tradice italských renesančních umělců-inženýrů s rostoucím zájmem o technologické otázky všeho druhu. Jeho kresby byly kopírovány a sloužily jako zdroj inspirace konstruktérům, jako byli Buonacorso Ghiberti, Francesco di Giorgio, a možná i Leonardo da Vinci. Zvláštní historický význam mají kresby jeho geniálních zdvihacích zařízení, které Brunelleschi použil při stavbě kopule katedrály ve Florencii, která byla v té době svým rozponem druhá největší na světě.
Zájem o Taccololovo dílo, ale prakticky ustal krátce po jeho smrti, jedním z důvodů možná byla skutečnost, že bylo dostupné pouze v podobě rukopisných knih, z nichž se do dnešní doby dochovaly pouze tři . Rozbor dochovaných rukopisů ukázal, že původní kresby Taccolovy jsou detailnější než jeho kopie. V šedesátých letech 20. století byly nově objeveny a identifikovány další Originály ve státních knihovnách v Mnichově a Florenci , což dalo podnět k prvnímu tištěnému vydání obou spisů De ingeneis a De machinis

## Vydané faksimile
- TACCOLA, Mariano. De Machinis : Faksimile des Codex Latinus Monacensis 28800, Teil II. in der Bayerischen Staatsbibliothek München. Wiesbaden: Ludwig Reichert Verlag, 1971. 404 s. ISBN 9783920153056.
- TACCOLA, Mariano. De rebus militaribus : (De machins, 1449). Baden-Baden: V. Koerner, 1984.

## Galerie

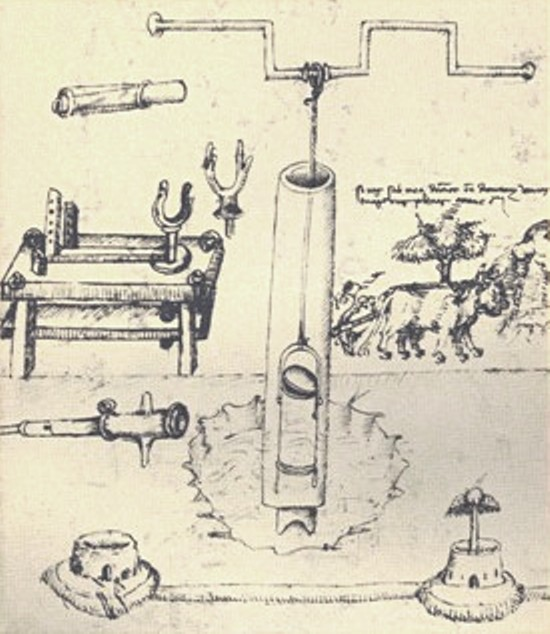
První zobrazení pístového čerpadla
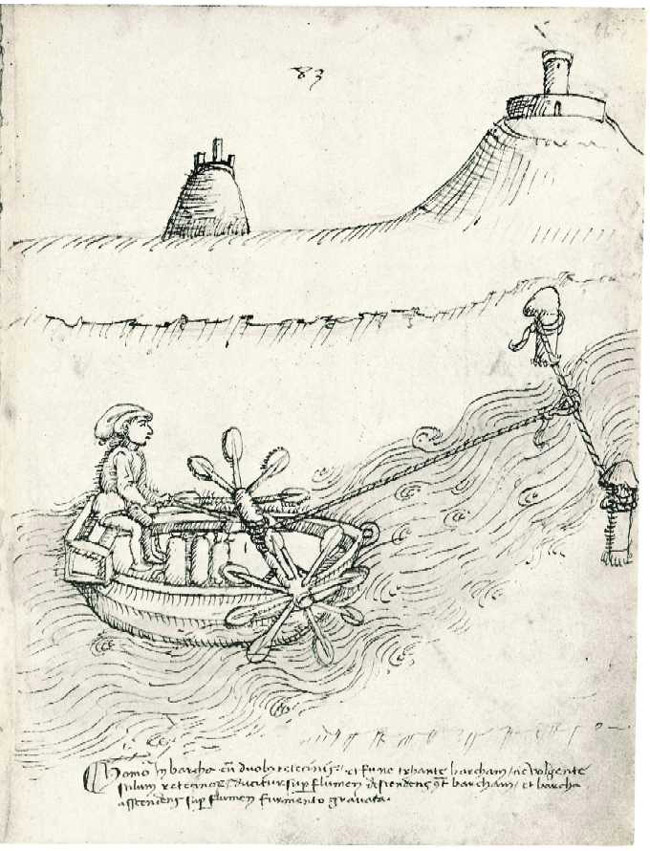
Loď plující proti proudu
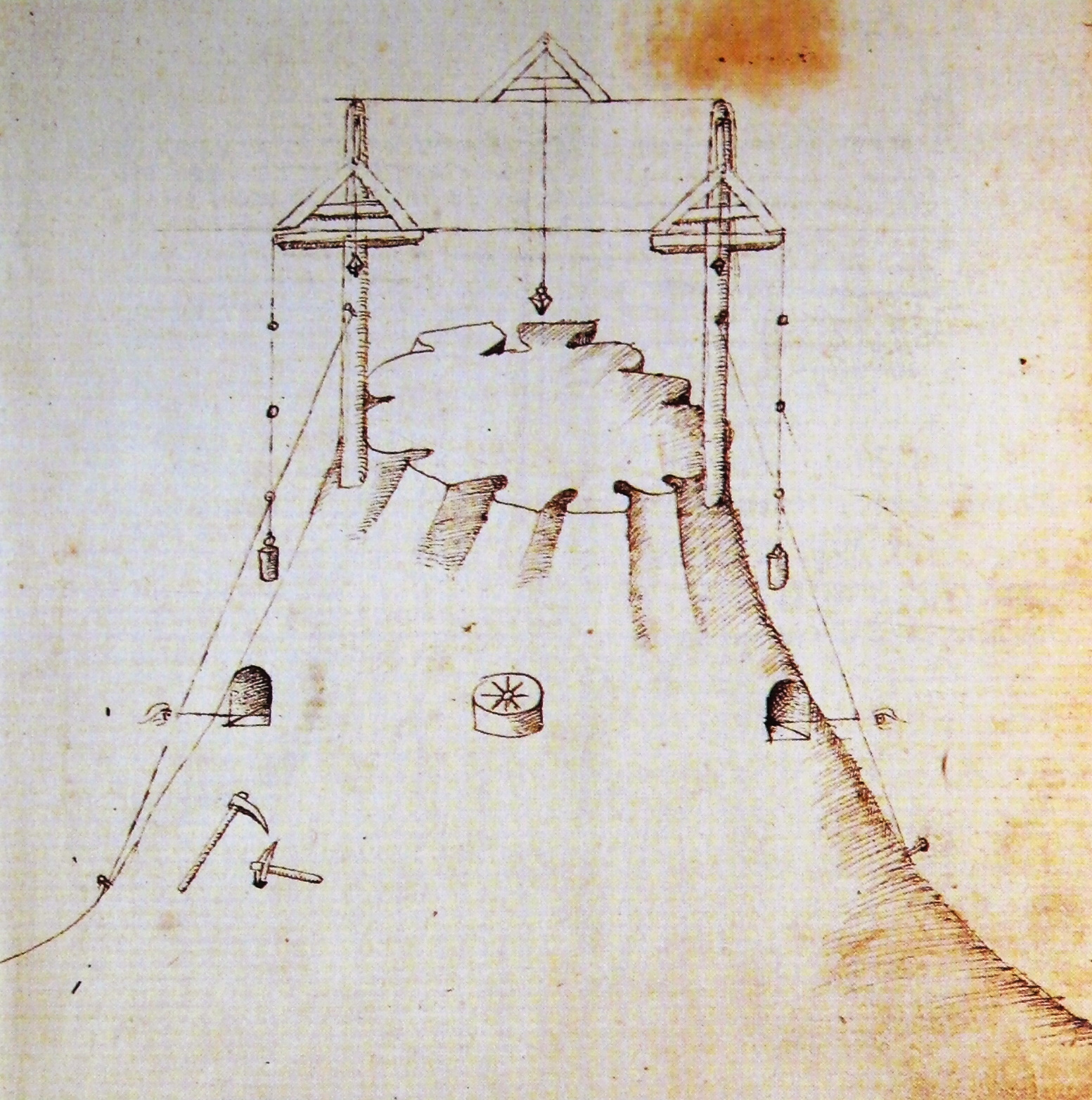
Vytyčování tunelu pomocé krokvice